# ホース・ガール
『ホース・ガール』（原題:Horse Girl）は2020年に配信されたアメリカ合衆国のドラマ映画である。監督はジェフ・ベイナ、主演はアリソン・ブリーが務めた。

## 概略
サラは手芸用品店で働いており、休日は趣味の乗馬を楽しむ生活を送っていた。しかし、そんなサラの幸福な日常はある日を境にして崩れ始めた。その日以来、サラは悪夢に苛まれるようになり、ほどなくして夢遊病の症状が出るに至ったのである。サラの精神状態は悪化の一途を辿り、ついには「自分は祖母のクローンであり、エイリアンに誘拐されたことがある」と主張するようになった。
本作は現実と妄想の区別が徐々につかなくなっていくサラの姿を描き出す作品である。

## キャスト
- アリソン・ブリー - サラ
  - ヴィクトリア・クレア - 若い頃のサラ
- デビー・ライアン - ニッキー
- ジョン・レイノルズ - ダレン
- モリー・シャノン - ジョーン
- ジョン・オーティス - ロン
- ジェイ・デュプラス - イーサン
- ロビン・タネイ - アガサ・ケイン
- ポール・ライザー - ゲイリー
- マシュー・グレイ・ギュブラー - ダレン・コルト
- メレディス・ハグナー - ヘザー
  - ゾーイ・サルツ - 子供時代のヘザー
- ディラン・ゲルラ - ジェーン・ドゥー
- トビー・ハス - ジョー
- アンジェラ・トリンバー - ジュリー
- デヴィッド・ペイマー - 医者
- アーロン・スタンフォード - ヘイディス
- デンドリー・テイラー - ヘザーの母親
- ローレン・ウィードマン - シェリル
- ジェイク・ピッキング - ブライアン
- ルイス・フェルナンデス＝ヒル - 作業員

## 製作・マーケティング
本作の主要撮影は2019年6月17日にカリフォルニア州ロサンゼルスで始まり、同年7月24日に終了した。
2020年1月21日、本作のオフィシャル・トレイラーが公開された。27日、本作はサンダンス映画祭でプレミア上映された。

## 評価
本作は批評家から好意的に評価されている。映画批評集積サイトのRotten Tomatoesには46件のレビューがあり、批評家支持率は70%、平均点は10点満点で6.2点となっている。サイト側による批評家の見解の要約は「『ホース・ガール』は深遠な主題を掘り下げようとしていない、あるいは、掘り下げることができなかった。しかし、アリソン・ブリーの熱演のお陰で、この非日常を描いたドラマは見応えのあるものになっている。」となっている。また、Metacriticには17件のレビューがあり、加重平均値は61/100となっている。